# Anton Kerner von Marilaun
Pour les articles homonymes, voir Kerner.
Anton Joseph Kerner, né le 13 novembre 1831, anobli chevalier (ritter) von Marilaun en 1876, et mort le 21 juin 1898, est un botaniste autrichien considéré comme l’un des fondateurs de la sociologie des plantes.

## Carrière
Natif de Mautern, en Basse-Autriche, il étudie la médecine à l'université de Vienne de 1848 à 1853.
A cette époque il a déjà une grande connaissance des plantes de sa région natale et une bonne réputation de botaniste. Il obtient son doctorat en médecine et chirurgie 
en 1854 
et exerce quelque temps dans les hôpitaux de Vienne, mais il se trouve peu de goût pour cette profession. En 1855, il devient professeur d'histoire naturelle à l'Oberrealschule (de), et en 1858 accepte un poste de professeur au Polytechnicum Josef à Ofen, en Hongrie.
En 1860 ou 1861 il se voit octroyer la chaire de botanique à l'université d'Innsbruck. Il l'occupe jusqu'en 1878, date à laquelle il succède à Eduard Fenzl comme professeur de botanique à l'université de Vienne et curateur du jardin botanique et du musée de Vienne.
In 1875 il est élu membre de l'académie impériale des sciences de Vienne. Il reçoit la couronne de fer en 1876, en reconnaissance de ses succès en tant que professeur et homme de science. Il est anobli au rang de chevalier en 1877, à l'occasion de quoi il ajoute "von Marilaun" à son nom.
En 1887 le botaniste Eichler meurt et l'université de Berlin offre son poste à Kerner ; mais ce dernier, patriote convaincu, refuse.
Ferme partisan de la théorie de l'évolution de Darwin, il considère les hybrides naturels comme la base de la variabilité et de l’émergence de nouvelles espèces. Lui-même cultive des hybrides pour développer de nouvelles variétés de végétaux et entretient une correspondance à ce sujet avec Gregor Mendel.[réf. nécessaire] Darwin le cite 5 fois dans son ouvrage sur ce sujet (The effects of cross and self-fertilisation in the vegetable kingdom).
Kerner est décédé d'une apoplexie à Vienne en 1898, âgé de 66 ans.

## Travaux
Kerner est l'un des fondateurs de la  phytogéographie et de la phytosociologie ; il publie une monographie complète sur ce sujet, Das Pflanzenleben der Donauländer (« La vie des plantes des pays du Danube » ). En botanique systématique il décrit et donne leur nom scientifique à 210 espèces de plantes à fleurs listées sur le site de l'International Plant Name Index (IPNI, voir encadré ci-dessous). On peut ajouter à cette liste l'adénostyle à feuilles d'alliaire initialement décrite par le montpelliérain Antoine Gouan.

## Publications
- [1860] (de) Niederösterreichische Weiden [«  Prairies de Basse-Autriche »], Vienne, éd. Carl Ueberreuter, 1860, 160 p., sur biodiversitylibrary.org (lire en ligne).
- [1863] (de) Das Pflanzenleben der Donauländer [«  La vie des plantes des pays du Danube »], Innsbruck, éd. Wagner'schen Universitats, 1863, 348 p., sur books.google.ci (lire en ligne).

Traduction anglaise en 2 vol. : The natural history of plants; their forms, growth, reproduction, and distribution, vol. 1 - Biology and configuration of plants, 1894 et vol. 2 - The history of plants, 1895
- [1864] (de) Die Cultur der Alpenpflanzen [«  La culture des plantes alpines »], Innsbruck, éd. Wagner'schen Universitats, 1864, 162 p., sur biodiversitylibrary.org (lire en ligne).
- [1870] (la) Novae plantarum species. Tiroliae, Venetiae, Carnioliae, Carinthiae Styriae et Austriae , Innsbruck, 1870, 25 p., sur biodiversitylibrary.org (lire en ligne).
- [1873] (de) « Die Schutzmittel des Pollens gegen die Naefatheile vorzeitiger Dislocation und gegen die Nachtheile vorzeitiger Befeuchtung » [«  Les moyens de protection du pollen contre la dislocation prématurée [à proximité ?] et contre les inconvénients de l'hydratation prématurée »], Berichte des naturwissenschaftlichen-medizinischen Verein Innsbruck, vol. 3,‎ 1873, p. 100-173 (lire en ligne [sur biodiversitylibrary.org], consulté en mars 2023).
- [1878] (la) Monographia Pulmonariarum [«  Monographie sur les pulmonaires »], Oenipontum (Innsbruck), éd. Sumptibus Librariae academicae Wagnerianae, 1878, 162 p., sur bibdigital.rjb.csic.es (lire en ligne).
- [1881-1896] (la) Schedae ad Floram Exsiccatam Austro-Hungaricam ; opus cura Musei Botanici Universitatis Vindobonensis conditum [«  Fiches pour la flore séchée austro-hongroise ; œuvre fondée par le Musée botanique de l'Université de Vienne »] (7 vol. : vol. 1 (1881, 139 p.) ;  vol. 2 (1882, 4 pl. + 175 p.) ; vol. 3 (1884, 4 pl. + 177 p.) ; vol. 4 (1886, 4 pl. + 114 p.) ; vol. 5 (1889, 4 pl. + 118 p.) ; vol. 6 (1893, 4 pl. + 135 p.) ; vol. 7 (1896, 4 pl. + 111 p.)), Vindobonae (Vienne), éd. Guilielmum Frick. C. R. Librarium aulicum (E Typographia Caesarea Regia Aulica et Imperiali), 1878, 162 p..

Planches et figures dans The natural history of plants, 1895, demi-volume IV
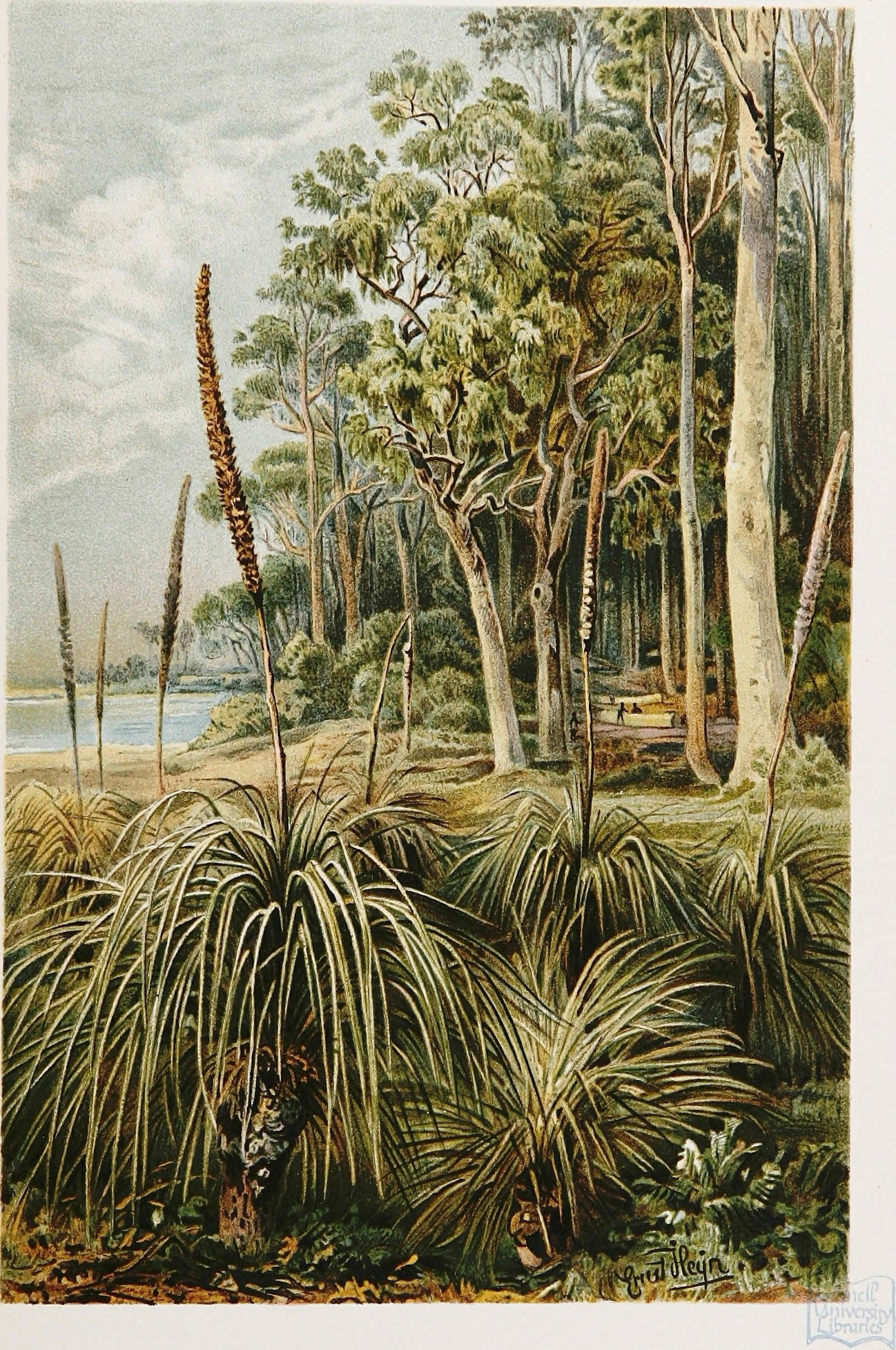
Eucalyptus grove and grass-trees in Australia, planche XVI
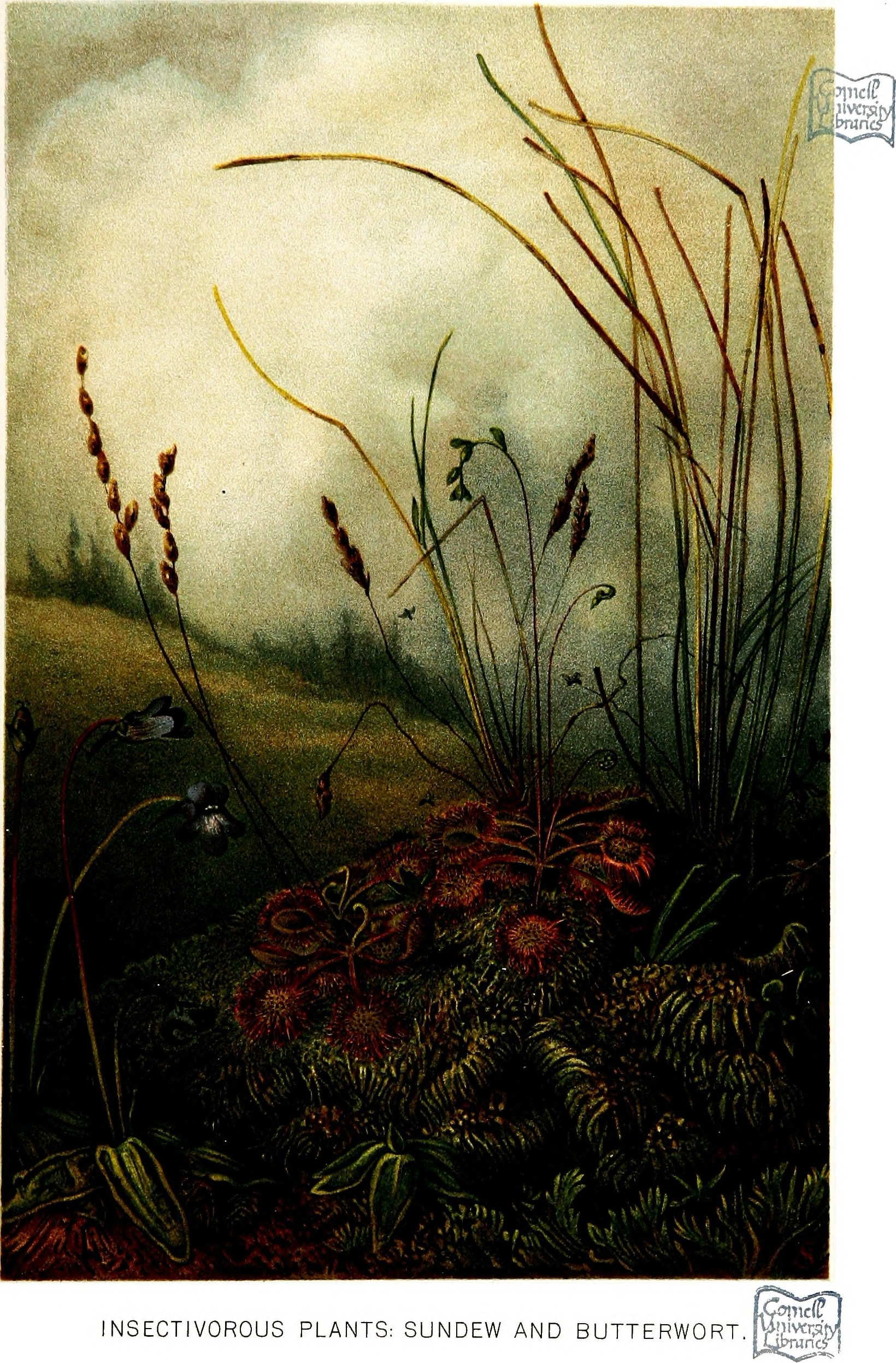
Insectivorous plants: Sundew and Butterort, planche II
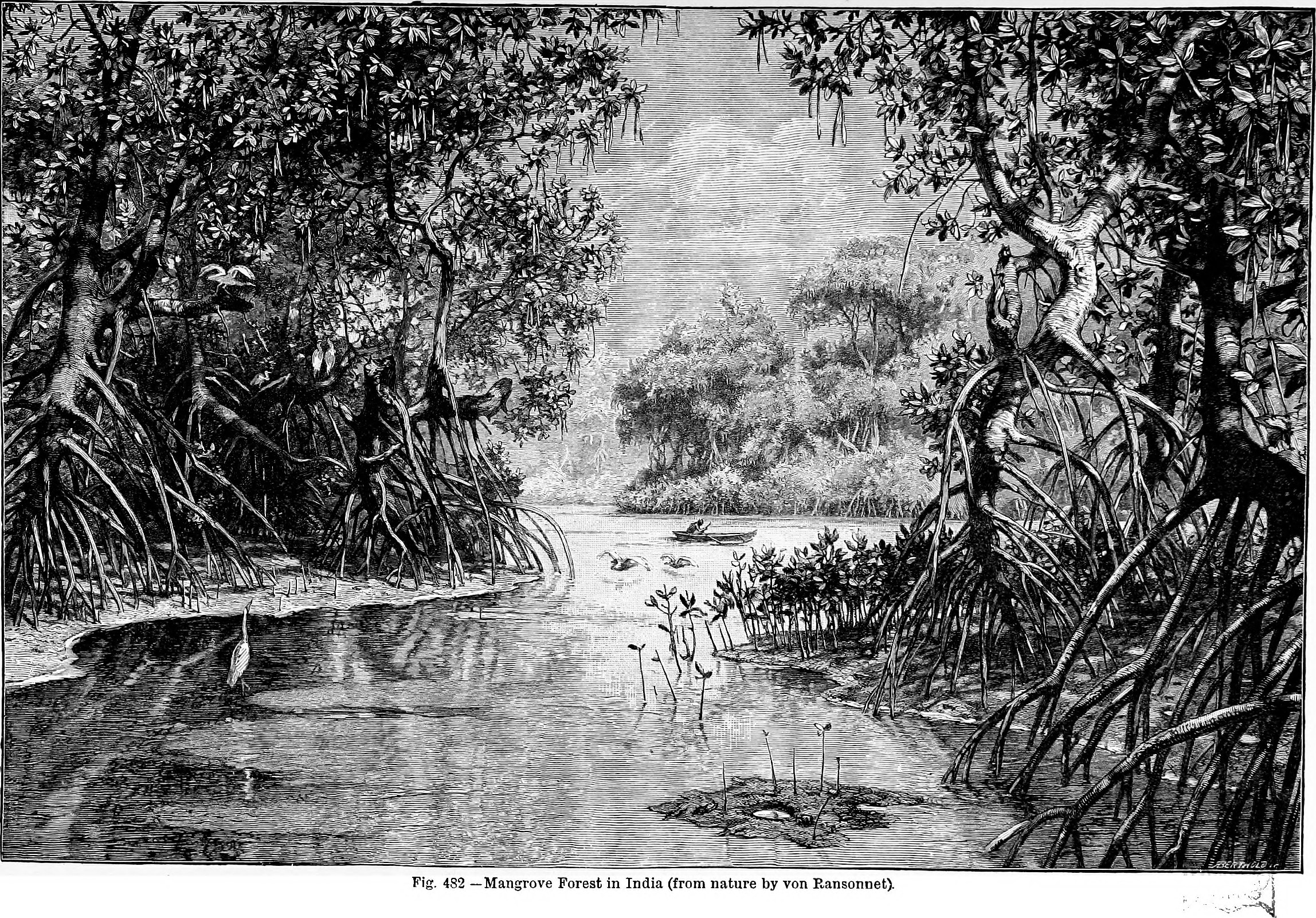
Mangrove forest in India, fig. 482
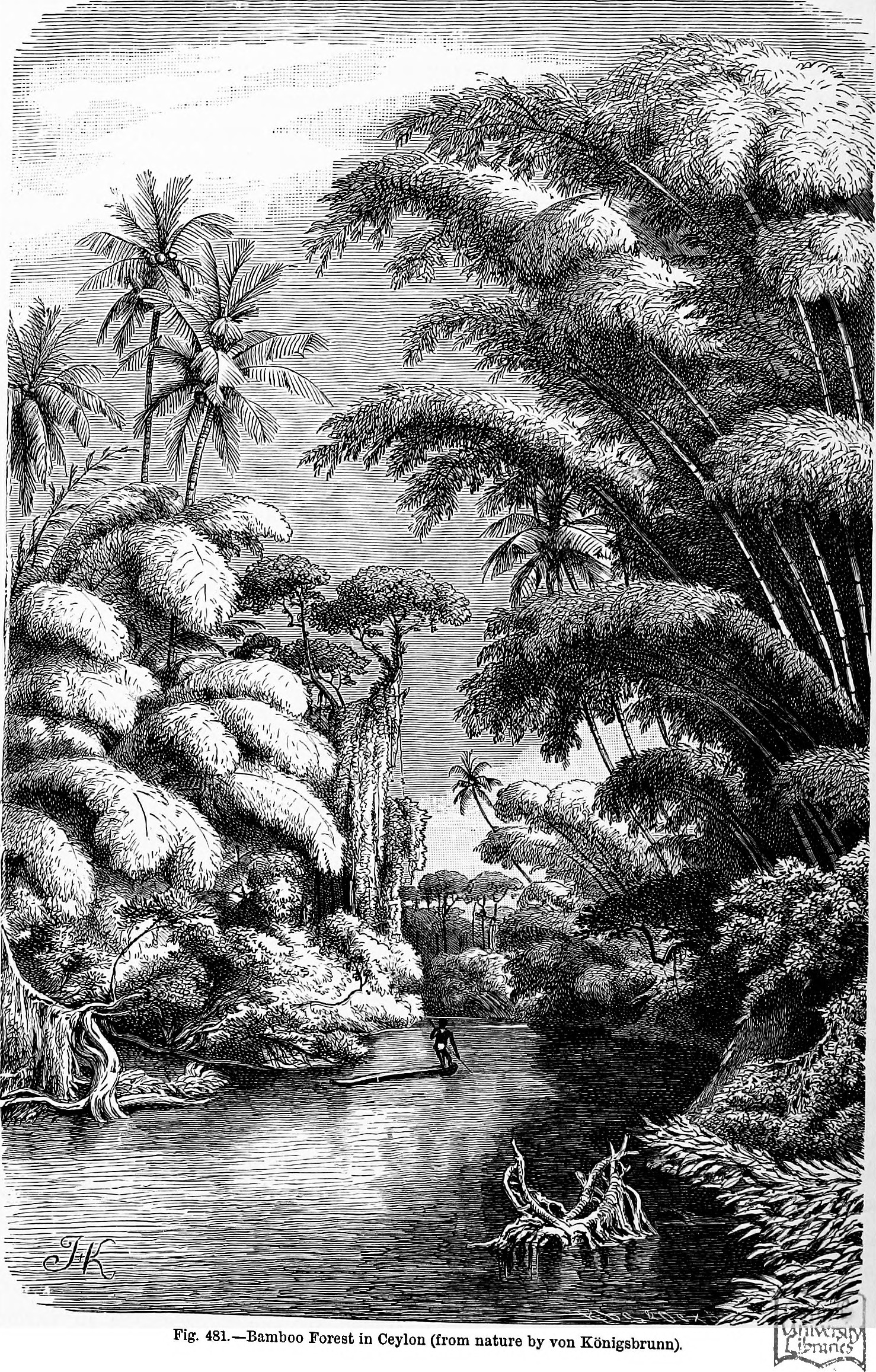
Bamboo Forest in Ceylon, fig. 481